# Lexington Park
Lexington Park – jednostka osadnicza w Stanach Zjednoczonych, w stanie Maryland, w hrabstwie St. Mary’s.